# 24829 Berounurbi
24829 Berounurbi è un asteroide della fascia principale. Scoperto nel 1995, presenta un'orbita caratterizzata da un semiasse maggiore pari a 2,2912079 UA e da un'eccentricità di 0,1369492, inclinata di 5,77060° rispetto all'eclittica.